# Joachim Mrugowsky
Joachim Mrugowsky (ur. 15 sierpnia 1905 w Rathenow, zm. 2 czerwca 1948 w Landsberg am Lech) – niemiecki lekarz, zbrodniarz hitlerowski, dyrektor (Leiter) Instytutu Higieny Waffen-SS oraz SS-Oberführer.

## Życiorys
Urodzony w Rathenow, w 1925 rozpoczął studia medyczne w Halle. Studia te ukończył w 1931, zostając doktorem medycyny. W 1933 został asystentem w Instytucie Higieny na Uniwersytecie w Halle, zaś we wrześniu 1944 profesorem medycyny, wykładał higienę i bakteriologię na Uniwersytecie w Berlinie.
Od 1930 rozpoczęły się jego związki z NSDAP. Przed wstąpieniem do partii nazistowskiej był przywódcą lokalnego Narodowosocjalistycznego Związku Niemieckich Studentów. W 1931 stał się członkiem SS. Od 1934 do 1936 współpracował z SD. W 1940 brał udział w walkach na froncie zachodnim, jako lekarz Dywizji SS Das Reich.
W 1943 został mianowany dyrektorem Instytutu Higieny Waffen-SS. Mrugowsky jest związany niemal z wszystkimi pseudoeksperymentami medycznymi przeprowadzanymi na więźniach niemieckich obozów koncentracyjnych (wyjątkiem były jedynie eksperymenty przeprowadzane na rzecz Luftwaffe, za które nie ponosi on odpowiedzialności), np.:
- Sachsenhausen (11 IX 1944) - wraz z Erwinem Ding-Schulerem oraz Albertem Widmannem testuje toksyczną amunicję na pięciu rosyjskich więźniach (trzech w męczarniach umiera w wyniku eksperymentu, u dwóch pociski przechodzą na wylot, zostają więc zastrzeleni)[1];
- Buchenwald (1941) - testowanie na więźniach szczepionek m.in. przeciwko durowi plamistemu[2].

Po zakończeniu wojny Mrugowsky został aresztowany przez aliantów i postawiony przed Amerykańskim Trybunałem Wojskowym w tzw. procesie lekarzy (był to pierwszy z 12 procesów norymberskich). Uznany za winnego zbrodni wojennych i przeciw ludzkości został w sierpniu 1947 skazany na śmierć przez powieszenie. Joachim Mrugowsky został stracony 2 czerwca 1948 na dziedzińcu więzienia w Landsbergu.